# Féminisation en français
Pour un article plus général, voir Féminisation linguistique.
 (janvier 2021).
La féminisation du langage est un procédé consistant à utiliser des formes féminines de noms, adjectifs et pronoms là où un usage plus ou moins ancien utilisait des formes masculines. 
On distingue d'une part la féminisation de la terminologie, c'est-à-dire la création ou l'utilisation de terme désignant au féminin des métiers, titres, grades et fonctions (cette féminisation terminologique est traitée dans l'article féminisation des noms de métiers en français) et d'autre part la féminisation ou neutralisation, selon les points de vue, des textes, avec l'introduction des marques du féminin.
Les pratiques et ressentis vis-à-vis de cette démarche varient selon les pays de la Francophonie. Ainsi, à Montréal un professeur d'université linguiste et grammairien fustige ses collègues qui voudraient utiliser une expression bigenre pour le nom de leur syndicat, c'est-à-dire « Syndicat des professeures et des professeurs de l'Université de Montréal » ; il renvoie dos-à-dos « d'une part l'extrême droite antiféministe qui s'oppose à la féminisation des titres et des noms de professions. De l'autre les gauchistes féministes qui militent pour le style bigenre ». Ce procédé s'est en effet développé dans un mouvement féministe nord-américain des années 1970 - 1980, et semble alors prendre une dimension politique, en plus de sa dimension linguistique.
Si l'on parle de « féminisation », il faudrait en réalité employer le terme de « démasculinisation », puisque c'est par l'acte de certains hommes grammairiens, au XVIIe siècle, que plusieurs termes féminisés ont disparu.

## Problématique
La féminisation est un thème largement abordé par des personnes remettant en cause l'importance asymétrique donnée aux substantifs masculins dans le cadre d'une remise en cause antisexiste. Cette approche dénonce la méthode mnémotechnique en matière d'accord du genre, « le masculin l'emporte », qu'elles perçoivent comme étant un reflet de notre société. Ce procédé serait dès lors une homogénéisation de la langue, qui permettrait aux hommes d'affirmer une domination à partir du langage. Les personnes défendant l'idée de la féminisation du langage considèrent ainsi cette « règle » grammaticale comme un artefact d'une société patriarcale et non comme une propriété grammaticale issue de l'évolution de la langue française. Par exemple la phrase « Les manifestants dans la rue sont en colère » utilise le genre non marqué même si les manifestants sont en majorité des femmes.
Cette règle grammaticale assimilant le genre non marqué au masculin a été énoncée pour la première fois, pour le français, par le grammairien Vaugelas, pour l'anglais, par John Kirkby.
Pour le Haut Conseil à l'égalité entre les femmes et les hommes, les textes féminisés sont dès lors considérés comme une approche moins excluante. Dans ce type de texte, les féminins sont explicités. Pour reprendre l'exemple du dessus on écrirait alors : « Les manifestantes et manifestants » ; ou bien on recourrait à des procédés typographiques : « Les manifestant-e-s dans la rue sont en colère », « Les manifestantEs », « Les manifestant/e/s », « Les manifestant(e)s », etc..
En réponse à ceci, l'Académie française note que « l'instauration progressive d’une réelle égalité entre les hommes et les femmes dans la vie politique et économique rend indispensable la préservation de dénominations collectives et neutres, donc le maintien du genre non marqué chaque fois que l’usage le permet. Le choix systématique et irréfléchi de formes féminisées établit au contraire, à l’intérieur même de la langue, une ségrégation qui va à l’encontre du but recherché. »
L'omniprésence du genre masculin dans le langage est une marque de sexisme affichant une marginalisation de genre féminin dans notre société. Selon Marie-Andrée Bergeron, chercheuse au Département d'études littéraires de l'Université du Québec à Montréal, ce qu'elle appelle « l'effacement du genre féminin » dans la langue serait même une cause de sexisme, plus qu'un résultat.

## Historique
Certains historiens de la langue française, comme Éliane Viennot, soutiennent que le féminin était autrefois plus présent dans l’usage traditionnel de la langue. D’après ces chercheurs, le début de la prééminence du masculin est datée historiquement et n'a pas été imposé sans résistance ,.
Au Moyen Âge le langage utilisé est épicène avec mention systématique de la forme masculine et féminine censée rendre compte de l'ordre créé par Dieu [réf. nécessaire]. Ainsi on trouvera dans le Mesnagier de Paris (un ouvrage d'économie domestique) en 1393 les termes suivants : « Premièrement d'orgueil j'ai esté orgueilleux ou orgueilleuse et ay eu vaine gloire de ma beauté, de ma force de ma louenge, de mon excellent aournement, et de l'abilité de mes membres et en ay donné matière et exemple de péchier à moult de hommes et de femmes qui me regardoient si orgueilleusement » (p. 32), « Certes, belle seur, je ne voy mie que, se la benoite vierge Marie sa mère ne nous sequeurt comme advocate » (p. 23).
C’est avec l'avènement des conquêtes territoriales que se constitue la nécessité d'unifier un territoire par la langue, afin de pouvoir transmettre les règles administratives. Ivan Illich le décrit pour la genèse de la grammaire espagnole de Nebrija dans ses travaux sur la disparition de l'usage de la langue vernaculaire. En France c'est Richelieu qui initie ce mouvement d'unification du territoire par la langue, pendant aux conquêtes territoriales sous Louis XIV. La monarchie absolue exige aussi le contrôle des esprits par le contrôle de la langue [réf. nécessaire]. Les grammairiens du XVIIe siècle entreprennent donc de réformer la langue pour la codifier et l'Académie française fondée par Richelieu en 1635 devient la gardienne des règles édictées dans le domaine de la langue française. Les statuts de l'Académie sont clairs : « La principale fonction de l’Académie sera de travailler avec tout le soin et toute la diligence possibles à donner des règles certaines à notre langue et à la rendre pure, éloquente et capable de traiter les arts et les sciences (article XXIV). » Dans ce contexte, la masculinisation qui ne représente qu'une partie des nouvelles règles imposées ne fait pas d'emblée consensus et provoque de grands débats.
Sur la question de l'accord en genre, un grammairien faisant figure d'autorité, Claude Favre de Vaugelas affirme en 1647 dans un ouvrage de grammaire qui devient vite une référence majeure : le genre maſculin eſtant le plus noble, doit predominer toutes les fois que le maſculin & le feminin ſe trouuent enſemble, mais l’oreille a de la peine à s’y accommoder, parce qu’elle n’a point accouſtumé de l’ouir dire de cette façon (« le genre masculin étant le plus noble, [il] doit prédominer toutes les fois que le masculin et le féminin se trouvent ensemble, mais l’oreille a de la peine à s’y accommoder, parce qu’elle n’a point accoutumé de l’ouïr dire de cette façon »). Cette posture ne fut pas unanimement acceptée. Ainsi Vaugelas note-t-il lui-même la résistance des femmes de Cour à cette masculinisation et propose-t-il de se soumettre à l'usage : Neantmoins puis que toutes les femmes aux lieux où l’on parle bien, diſent, la, & non pas, le, peut-eſtre que l’Vſage l’emportera ſur la raiſon, & que ce ne ſera plus vne faute (« Néanmoins, puisque toutes les femmes aux lieux où l’on parle bien, disent, la, et non pas, le, peut-être que l’usage l’emportera sur la raison, & que ce ne sera plus une faute ») (p. 28). Cette résistance est aujourd'hui attestée et documentée. Gilles Ménage rapporte ainsi une conversation avec Madame de Sévigné :
« Mad. de Sevigny s’informant de ma ſanté, je lui dis : Madame, je ſuis enrhumé. Elle me dit : Je la ſuis auſſi. Je lui dis : Il me semble, Madame, que ſelon les regles de nôtre langue il faudroit dire : Je le ſuis. Vous direz comme il vous plaira, répondit-elle, mais pour moi, je ne dirai jamais autrement que je n’aye de la barbe. »
— Gilles Ménage, Menagiana

« Madame de Sévigné s’informant sur ma santé, je lui dis : Madame, je suis enrhumé. Elle me dit : je la suis aussi. Il me semble, Madame, que selon les règles de notre langue, il faudrait dire : je le suis. Vous direz comme il vous plaira, répondit-elle, mais pour moi, je ne dirai jamais autrement que je n’aie de la barbe. »
— Menagiana
À la veille de la Révolution, Beaumarchais écrit dans Le Mariage de Figaro : J’étais née, moi, pour être ſage, et je la ſuis devenue (« J’étais née, moi, pour être sage, et je la suis devenue »),. Par la suite, le primat du genre masculin étant de plus en plus critiqué, l'Académie française pose en 1984 dans une déclaration publiée à la suite d'une directive visant la féminisation des noms de fonctions le principe du genre masculin universel représentant le neutre générique par défaut et le débat se porte désormais sur la capacité du genre générique à inclure véritablement et sans discriminations de genre tous les genres possibles. Ainsi une querelle du neutre voit le jour en France avec la publication en 1988 d'un article de Marc Fumaroli intitulé « La querelle du neutre » qui met en avant la transcendance des titres pour justifier la capacité du masculin à adopter une fonction neutre.

## Analyse grammaticale
La justification actuelle de cette règle est que la grammaire ne connaît pas de concept de sexe, mais uniquement de genre grammatical. Et l'on dit alors qu'en français le genre « non marqué » est le masculin. De sorte que si l'on désire exprimer le fait qu'un groupe est composé de personnes indifféremment de sexe tant masculin que féminin, on utilise traditionnellement ce genre non marqué, qu'il faudrait toujours comprendre comme une expression de la nature asexuée du groupe (sauf naturellement quand il désigne un groupe exclusivement masculin).
De même, un masculin singulier peut exprimer le genre non-marqué. Par exemple, une annonce pour un emploi ne devrait pas, selon l'académie française, préciser le féminin (on recherche un/une facteur/trice) mais seulement le masculin (un facteur), ce dernier devant être alors compris comme un neutre ne renvoyant nullement à un individu de sexe masculin mais plutôt à une personne générique, le mot féminin ne devant être employé que lorsque la personne est identifiée comme telle.

## Analyse typographique
Les incises de « e » sous leurs diverses formes (barres obliques, trait d’union, parenthèses, majuscules) n'aideraient pas la lecture, qu'elles ralentissent. Les résultats d'une étude réalisée sur un panel de 40 étudiants réalisée par Gygax et Gesto semble démontrer le contraire. Ainsi dans le même texte, la lecture de noms de métiers sous une forme épicène ou féminisée est ralentie à la première lecture des noms mais elle redevient normale ensuite, indiquant un effet d'habituation.
|               | Usages typographiques de féminisation                                          |
| ------------- | ------------------------------------------------------------------------------ |
| parenthèses   | un(e) ami(e), les travailleur(euse)s, les professionnel(le)s, les adhérent(e)s |
| majuscule     | unE amiE, les professionnelLEs, les adhérentEs                                 |
| trait d’union | un-e ami-e, les travailleur-euse-s, les professionnel-le-s, les adhérent-e-s   |
| barre oblique | un/e ami/e, les travailleur/euse/s, les professionnel/le/s, les adhérent/e/s   |
| point médian  | un·e ami·e, les travailleurs·euses, les professionnel·les, les adhérent·es     |

Par ailleurs, les mots affectés de ce « e » pourraient, selon certains[Qui ?], être interprétés comme étant accordés au genre féminin, ce qui serait susceptible de modifier le sens des phrases.
Une pratique alternative consiste à utiliser le langage épicène, pour rendre le texte neutre du point de vue du genre. Par exemple, plutôt que « les Hommes », on utilisera "l'Humanité". La concision qui est gagnée en évitant les formules typographiquement longues induit par contre des recherches de vocabulaire qui introduisent des changements difficiles à entériner quand l'usage d'un terme est ancré dans la culture. Par exemple, on peut utiliser des termes impersonnels comme « lectorat » au lieu de « lecteurs et lectrices » ou « wikipédiste » au lieu de « wikipédien et wikipédienne ».
Tristan Bartolini, graphiste à la Haute école d'art et de design à Genève, a imaginé une typographie épicène, dont l'alphabet vise à éliminer les problématiques de genre dans le langage. Il considère l'art comme un moyen de contribuer à l'évolution de la langue pour la rendre neutre, et s'inscrit dans une démarche militante.

## Au Canada
Le guide du rédacteur du bureau de la traduction du gouvernement canadien recommande l’utilisation des formes masculine et féminine au long, l’emploi de termes génériques et de tournures de phrases neutres. Il décourage l'utilisation des formes abrégées.
Le guide du rédacteur spécifie que :
- l’ordre des formes n’a pas d’importance, on utilisera soit infirmiers et infirmières ou professeures et professeurs ;
- l’on doit répéter les articles et les adjectifs pour les deux formes, le nouveau chargé ou la nouvelle chargée de projets ;
- les termes génériques devraient être précédés des articles des deux genres, le ou la pianiste.

### Au Québec
Le Québec est pionnier dans la féminisation du français, puisqu'en effet l'Office québécois de la langue française aborde ce sujet dès les années 1970. Il contribue d'abord à la neutralité des noms de métiers (rendant invisible dans l'appellation le sexe ou l'âge), puis favorise la création de l'écriture épicène.
Aujourd'hui la féminisation est officialisée au Québec. En 2018, l’Office québécois de la langue française (OQLF) a émis dans la Gazette officielle du Québec un avis sur la féminisation des appellations de personnes.
Dans cet avis, l’OQLF recommande, pour désigner une femme, d’utiliser :
- un nom féminin (une amatrice, une investisseuse ou une gouverneure générale) ;
- un nom qui a la même forme au féminin et au masculin (une médecin, une percussionniste ou une astronaute).

L’OQLF recommande également d’utiliser la rédaction épicène dans les offres d’emploi, dans les appels d’offres et dans les autres textes de nature administrative.
Le Québec, comparé à la France sur le cas des "droits de l'Homme", admet la formulation "droits de la personne", incluant ainsi les hommes et les femmes de façon égalitaire.
On remarque que la féminisation de la langue au Québec a été moins controversée compte tenu de l'histoire linguistique du pays. En effet, le Québec a fait le choix de défendre l'utilisation du français dans un milieu majoritairement anglophone et avait donc déjà intégré la dimension politique de sa langue. Selon Martin Pleško, la féminisation s'inscrit dans la continuité de ce combat linguistique.

## En France
L'Académie française, en 1694, décide d'inclure le genre féminin dans le mot Homme, par exemple dans « La déclaration universelle des droits de l'homme » qui sont censés comprendre également les femmes. Bien que dans certains cas, le mot en question comporte une majuscule, comme pour indiquer qu'il est question de l'humain et non pas du genre masculin, cela reste peu inclusif pour le genre féminin.
En novembre 2017, Jean-Michel Blanquer alors ministre de l’Éducation nationale déclare que l'expression « le masculin l'emporte sur le féminin » n'est « sûrement pas une bonne formule ». Il confirme qu'il n'est cependant pas favorable à la remise en question de la règle de proximité. Il propose de « dire simplement qu'en cas de pluriel, on accorde au masculin, ce qui dans la langue française s'apparente souvent au genre neutre ». Enfin il déclare s'inquiéter de ce qu'il perçoit comme des « attaques répétées sur la langue française » et que « la langue française n'est pas à instrumentaliser pour des combats aussi légitimes soient-ils ». Ce positionnement fait suite à une déclaration commune de 314 professeurs de toutes filières confondues qui se sont engagés à ne plus enseigner la règle de grammaire résumée par la formule « le masculin l'emporte sur le féminin ».
Le 5 mai 2021 est publiée une circulaire sur la féminisation des noms de métiers, de titre et de grade ainsi qu'un guide de règles sur la féminisation dans l'enseignement et l'administratif. Cette circulaire permet d'officialiser principalement la féminisation de certains noms de métiers qui étirant déjà utilisés, mais pas « corrects » dans la langue française.
Le pronom « iel », introduit en 2021 dans la version en ligne du dictionnaire Le Robert, propose un langage plus inclusif pas seulement pour les femmes mais pour les personnes non-binaires. Ce pronom existait déjà avant, mais l'introduction de celui-ci dans le dictionnaire a déclenché un grand débat, et par conséquent, l'a rendu plus visible.

## En Suisse
Pour sortir de l'impasse de la rédaction en mode binaire masculin-féminin tout en conservant un des objectifs initiaux qui est de rendre les femmes visibles dans le langage au vu d'objectifs d'égalité de chances[Information douteuse], certaines zones de la francophonie comme la Suisse n'utilisent pas le terme de « féminisation » mais plutôt « utilisation d'un langage épicène » (neutre du point de vue du genre) « d'un langage non sexiste », ou plus récemment d'« usage inclusif »de la langue. Il est en effet considéré que le but n'est pas tant la « féminisation » que la neutralité et l'inclusivité, et que l'utilisation systématique du masculin générique constitue un frein à l'objectif d'égalité des chances qui est un droit inscrit dans la loi en Suisse. « Les collectivités publiques se doivent de réaliser le mandat constitutionnel de pourvoir à l’égalité de droit et de fait entre les femmes et les hommes. Le langage, écrit ou parlé, fait partie des outils permettant l’accession à cette égalité. C’est pourquoi les textes émanant des législatifs ou des administrations cantonales ou de toute la Romandie devraient être désormais rédigés de manière à respecter le principe d’égalité ».

## Polémiques
La question de la féminisation a suscité, et suscite encore de nombreux débats.
Si jusqu'au XVIIe siècle les noms étaient majoritairement féminisés (« doctoresse », « autrice »), à partir de la création de l'Académie française, un phénomène de masculinisation invisibilise les femmes dans la langue. De cette façon, le féminin devient une problématique sociale, puisque les grammairiens prescrivent la primauté du genre masculin sur le genre féminin.
Dès lors, le concept du genre dans la langue est débattu puisqu'on suppose une hiérarchie des genres. Ce litige entre conservateurs d'une langue considérée « noble » et défenseurs d'une langue dite inclusive ou neutre a pris différentes formes au cours des siècles.
Aujourd'hui, le débat est davantage politique que linguistique. Plusieurs questions se posent alors : est-ce-que refuser la féminisation de la langue revient à accorder une place moins importante dans la société aux femmes ? La langue se résume-t-elle à de simples outils de langage et de communication, ou est-elle l'expression d'une idéologie subjective, ?
De plus, d'un côté purement esthétique, on se rend compte que beaucoup de personnes sont réticentes aux changements de la langue, leurs habitudes les empêchant d'appréhender de nouvelles formes, considérées ainsi « péjoratives », voire ridicules,. On observe alors que certaines polémiques liées à la féminisation sont principalement de nature psychosociale.